# Ličenca
Ličenca – wieś w Słowenii, w gminie Slovenske Konjice. W 2018 roku liczyła 188 mieszkańców.